# John Pardon
John Vincent Pardon (né en juin 1989) est un mathématicien américain qui travaille sur la géométrie et la topologie. Il est surtout connu pour avoir résolu le problème de Gromov sur la distorsion des nœuds, pour lequel il reçoit le Prix Morgan 2012. Il est actuellement professeur titulaire de mathématiques à l'université de Princeton.

## Biographie
Son père, William Pardon, est professeur de mathématiques à l'université Duke, et lorsque Pardon est lycéen à l'Académie de Durham, il suit également des cours à Duke. Il est trois fois médaillé d'or à l'Olympiade internationale d'informatique, en 2005, 2006 et 2007. En 2007, Pardon se classe deuxième au concours Intel Science Talent Search, avec une généralisation aux courbes rectifiables du problème de la règle du charpentier pour les polygones. Dans ce projet, il montre que chaque courbe de Jordan rectifiable dans le plan peut être déformée en continu en une courbe convexe sans changer sa longueur et sans jamais permettre à deux points de la courbe de se rapprocher l'un de l'autre. Il publie cette recherche dans les Transactions de l'American Mathematical Society en 2009.
Pardon va ensuite à l'université de Princeton, où après sa deuxième année, il suit principalement des cours de mathématiques de niveau supérieur. À Princeton, Pardon résout un problème de théorie des nœuds posé par Mikhaïl Gromov en 1983, à savoir si chaque nœud peut être intégré dans un espace tridimensionnel avec un facteur d'étirement limité. Pardon montre qu'au contraire, le facteur d'étirement de certains nœuds toriques pouvait être arbitrairement grand. Sa preuve est publiée dans les Annals of Mathematics en 2011 et lui vaut le prix Morgan de 2012, . Pardon participe également à un programme d'immersion en langue chinoise à Princeton et fait partie de l'équipe de Princeton lors d'un concours international de débats à Singapour, diffusé à la télévision chinoise. En tant que violoncelliste, il est deux fois lauréat du concours de concerto Princeton Sinfonia. Il obtient son diplôme en 2011, en tant que major de la promotion de Princeton.
Il va à l'université Stanford pour ses études supérieures, où il résout le cas tridimensionnel de la conjecture de Hilbert-Smith. Il termine son doctorat en 2015, sous la direction de Yakov Eliashberg et continue à Stanford en tant que professeur adjoint. En 2015, il est également nommé pour un mandat de cinq ans en tant que membre de l'Institut de mathématiques Clay.
Depuis l'automne 2016 (27 ans), il est professeur titulaire de mathématiques à l'université de Princeton.
En 2017, Pardon reçoit le prix Alan T. Waterman de la Fondation nationale pour la science pour ses contributions à la géométrie et à la topologie.
Il est élu membre de la promotion 2018 des boursiers de l'American Mathematical Society. Toujours en 2018, il est conférencier invité au Congrès international des mathématiciens à Rio de Janeiro. En 2022, il reçoit le Clay Research Award.